# Микула, Евгений Иванович
Евге́ний Ива́нович Мику́ла (укр. Євген Іванович Микула; род. 21 февраля 1980, Бердянск, Запорожская область) — украинский футболист, выступавший на позиции защитника

## Биография
Воспитанник бердянских ДЮСШ «Энергия» и «Молния». Позже занимался в днепропетровском училище физкультуры под руководством Игоря Ветрогонова, откуда был приглашён в местный «Днепр». Дебютировал за команду в высшей лиге 1 декабря 1997 года, выйдя в стартовом составе в домашнем матче против киевского «Динамо». Всего за первую команду днепрян отыграл 6 матчей в чемпионате и 1 игру в Кубке Украины. Чаще выступал за «Днепр-2» и «Днепр-3», с которыми становился победителем и бронзовым призёром второй лиги. Покинул днепропетровскую команду в 2001 году, после чего отправился в Белоруссию, где на протяжении осенней части сезона того же года защищал цвета солигорского «Шахтёра». В следующем году вернулся в Украину, став игроком кировоградской «Звезды», за которую выступал в течение полугода в первой лиге. В 2003 году перешёл в хмельницкое «Подолье», в составе которого в том же году и провёл последнюю игру на профессиональном уровне

### Сборная
В 1998 году отыграл два матча за юниорскую сборную Украины

## Достижения
- Победитель второй лиги чемпионата Украины: 1999/00 (группа «В»)
- Бронзовый призёр второй лиги чемпионата Украины: 2000/01 (группа «Б»)